# Iván Archivaldo Guzmán Salazar
Iván Archivaldo Guzmán Salazar (Culiacán, Sinaloa, 15 de agosto de 1983) es un narcotraficante mexicano. Según la Administración de Control de Drogas (DEA), Iván Archivaldo controla el Cártel de Sinaloa junto a su tío Aureliano Guzmán Loera.

## Biografía
Iván Archivaldo Guzmán Salazar es hijo de María Alejandrina Salazar Hernández, la primera esposa de Joaquín «El Chapo» Guzmán, y con quien procreó a sus otros tres hermanos, Alejandrina Giselle Guzmán Salazar, César Guzmán Salazar y Jesús Alfredo Guzmán Salazar quien, con este último, controlan el Cártel de Sinaloa con disputas con El Guano Guzmán y El Mayito Flaco.

## Trayectoria criminal

### Arresto (2005)
El 13 de febrero de 2005, Iván Archivaldo fue detenido en un operativo en Zapopan, Jalisco y recluido en el Centro Federal de Readaptación Social n.º 1 por presunto lavado de dinero. La entonces Procuraduría General de la República (PGR) señaló que el juez consideró que los hechos que se sometieron a su consideración configuraban la probable responsabilidad de Iván Archivaldo en la comisión del delito de operaciones con recursos de procedencia ilícita en las modalidades de adquirir, depositar e invertir por sí mismo e interpósita persona, pero fue dejado libre en el 2008 por falta de pruebas.

### Acusación (2012)
En 2012, la Oficina de Control de Activos Extranjeros (OFAC) del Departamento del Tesoro de los Estados Unidos sancionó a Guzmán Salazar bajo la Ley de Designación de Cabecillas Extranjeros del Narcotráfico (Ley Kingpin) por su participación en el tráfico de drogas.

### Secuestro (2016)
El 15 de agosto de 2016, fue secuestrado por presuntos integrantes del Cártel de Jalisco Nueva Generación (CJNG) junto con su hermano Jesús Alfredo Guzmán Salazar y otras cuatro personas. El secuestro ocurrió a la una de la mañana del lunes 15 de agosto en el exclusivo restaurante La Leche, ubicado en una de las zonas más concurridas de Puerto Vallarta.
El 22 de agosto, familiares de Joaquín Guzmán Loera y fuentes de la Administración de Control de Drogas (DEA) confirmaron que ya estaban libres los hijos del Chapo junto con las otras cuatro personas que habían sido secuestradas.

## Liderazgo
Tras la condena de El Chapo Guzmán en julio de 2019, Iván Archivaldo y sus hermanos Jesús Alfredo Guzmán Salazar, Ovidio Guzmán López y Joaquín Guzmán López, fundaron la facción de Los Chapitos, con el propósito de llenar el vacío de liderazgo que dejó su padre en el Cártel de Sinaloa.

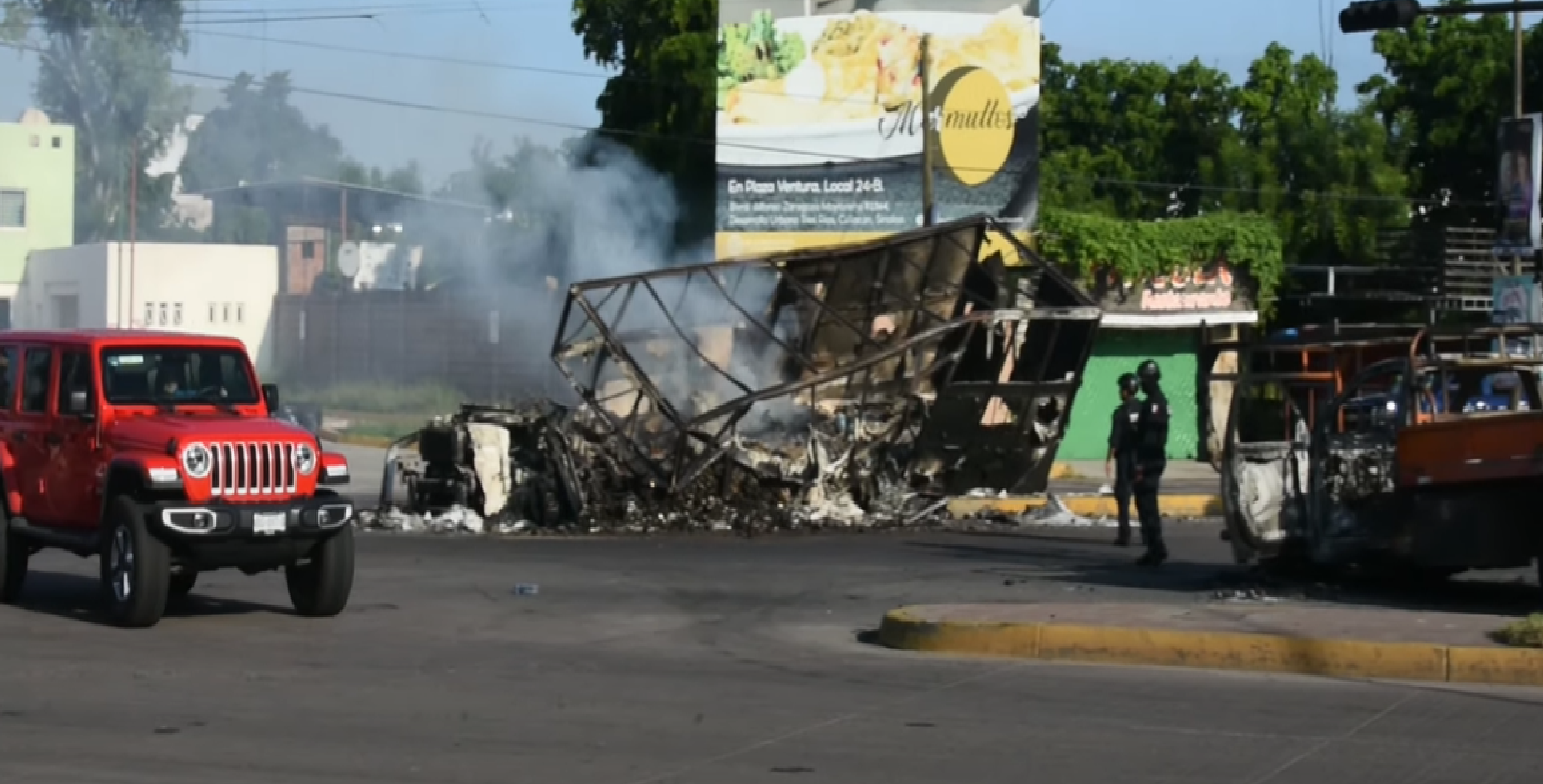
Durante la batalla de Culiacán; sicarios del Cártel de Sinaloa incendiaron autos y bloquearon carreteras.

Estos se dieron a conocer tres meses después, cuando el 17 de octubre de 2019 las autoridades detuvieron a Ovidio Guzmán López en un domicilio de Culiacán, cómo respuesta a la detención, sicarios de la facción comandada por Iván Archivaldo realizaron disturbios en la ciudad bloqueando carreteras con vehículos incendiados y realizando disparos en las calles intimidando a civiles y amenazando a las fuerzas del orden. Los ataques dejaron ocho muertos (un civil), dieciséis heridos, diecinueve bloqueos de calles, catorce enfrentamientos, ocho soldados capturados y liberados, y 68 vehículos militares con impactos de bala, así como agresiones contra el Cuartel Militar en Culiacán y la sede del C4 del estado. Asimismo, se fugaron 51 presos del penal de Aguaruto, de los que se localizaron dos en las horas siguientes, por un amotinamiento en el que despojaron de sus armas a cinco guardias. Como resultado, Ovidio Guzmán fue liberado y las fuerzas armadas se replegaron a diversos puntos. A este episodio se le conoce como la Batalla de Culiacán.
El grupo ha sido identificado por ser el principal productor y distribuidor de fentanilo, un opioide sintético que, según el gobierno de Estados Unidos, ha provocado la muerte de más de cien mil personas y es la principal causa de muerte por sobredosis en dicho país. La Administración de Control de Drogas (DEA) reveló que Los Chapitos compran precursores químicos a proveedores de origen chino y las fabrican en narcolaboratorios en México para posteriormente enviarlas a Estados Unidos siguiendo rutas de trasiego a través del estado de Sonora.
Por otra parte, Guzmán Salazar expandió las operaciones de su facción (además de Sinaloa), hacia los estados de Sonora, Chihuahua, Durango, Nayarit, Baja California y Baja California Sur. Sin embargo, mantiene disputas con la otra facción del Cártel de Sinaloa liderada por el antiguo socio de su padre Ismael "El Mayo" Zambada, (más específicamente con su brazo armado Los Rusos), por el control de la península de Baja California y San Luis Río Colorado, Sonora. Además, mantiene un conflicto con el Cártel de Caborca, liderado por Rafael Caro Quintero por la plaza de Caborca. El grupo se alió con La Línea, un brazo armado del Cártel de Juárez, con el Cártel de Jalisco Nueva Generación, y con la red de Fausto Isidro Meza Flores El Chapo Isidro, antiguo operador de Los Beltrán Leyva creando una alianza para disputarle el territorio a Los Chapitos.
Por dicho motivo, Iván Archivaldo creó diversos grupos armados al servicio de Los Chapitos que se encargan principalmente de la seguridad de sus operaciones, confrontar a sus rivales, disputar los territorios y resguardar sus narcolaboratorios, además de brindar protección personal a él y a sus hermanos. El brazo armado más notorio es el de Los Ninis, comandado por Néstor Isidro Pérez Salas El Nini, Óscar Noé Medina González El Panu, y Jorge Humberto Figueroa Benítez El 27. Están conformados por jóvenes de entre 20 y 35 años de edad y su principal función es brindar seguridad a Iván Archivaldo Guzmán Salazar e intimidar a grupos rivales. Se les adjudica el haber sido los autores materiales del llamado 'Culiacanazo', cuando el 17 de octubre de 2019 generaron caos en Culiacán para conseguir la liberación de Ovidio Guzmán López 'El Ratón'. Otro de los grupos armados más conocidos de Los Chapitos es el de Gente Nueva o Los Salazar, operan en Sonora y Chihuahua y se encargan de combatir a los cárteles de Juárez y Caborca. Además de contar con brazos armados menores como Los Pelones y Los Cazadores en Sonora y Las Ranas y Los Chimales en Sinaloa.
Los Chapitos volvieron a cobrar relevancia el 5 de enero de 2023, ese día elementos del Ejército Mexicano y de la Guardia Nacional capturaron por segunda ocasión a Ovidio Guzmán López en la localidad de Jesús María. Sin embargo, en esta ocasión si se logró el traslado de Ovidio Guzmán a la Ciudad de México para ser encarcelado. A pesar de ello, los disturbios fueron más amplios, llegando incluso a otras ciudades de Sinaloa como Mazatlán y Los Mochis, e inclusive ciudades fuera del estado como Ciudad Obregón, Sonora y Acaponeta, Nayarit. El saldo de este incidente fue de 29 fallecidos, (10 militares y 19 sicarios abatidos). Ambos "Culiacanazos" fueron perpetrados y llevados a cabo intelectualmente por Iván Archivaldo Guzmán Salazar, considerado el líder principal de Los Chapitos, y a este último evento se le conoce como los Disturbios en Sinaloa de 2023.
En abril de 2023, Iván Archivaldo Guzmán Salazar fue acusado formalmente por un gran jurado en la Corte de Estados Unidos para el Distrito Norte de Illinois junto con su hermano, Jesús Alfredo Guzmán Salazar, y sus medios hermanos, Joaquín Guzmán López y Ovidio Guzmán López, de diversos delitos relacionados con narcóticos y armas contra Estados Unidos, incluido liderar una facción del Cártel de Sinaloa. Esta acusación formal alegaba que controlaba el contrabando de cocaína, heroína, metanfetamina y fentanilo hacia los Estados Unidos y que estuvo involucrado en varios actos de violencia, incluido un asesinato que tuvo lugar en los Estados Unidos.

## Supuesta captura
El 29 de agosto de 2024, hora local de México, se reportaban fuertes enfrentamientos entre grupos delictivos con las fuerzas armadas mexicanas, horas más tarde se reportaba que el nuevo líder del Cártel de Sinaloa había sido supuestamente capturado.